# Stara Dąbia
Stara Dąbia – wieś w Polsce położona w województwie lubelskim, w powiecie ryckim, w gminie Ryki.
W latach 1975–1998 miejscowość należała administracyjnie do ówczesnego województwa lubelskiego.
Wieś jest sołectwem w gminie Ryki. Według Narodowego Spisu Powszechnego z roku 2011 wieś liczyła 280 mieszkańców.
Wierni Kościoła rzymskokatolickiego należą do parafii Najświętszego Zbawiciela w Rykach.

## Historia
W wieku XIX Dąbia Nowa i Dąbia Stara to wsie i folwark w powiecie garwolińskim, gminie i parafii Ryki.
Według spisu miast, wsi i osad Królestwa Polskiego z roku 1827 – Dąbia Stara, wieś rządowa, liczyła 24 domów i 154 mieszkańców, Dąbia Nowa także wieś rządowa posiadała 15 domów i 80 mieszkańców.
W roku 1880 Dąbia Stara posiadała 24 domów i 182 mieszkańców, Dąbia Nowa 24 domy i 113 mieszkańców, W folwarku Dąbia 3 domy folwarczne zamieszkałe przez 69 mieszkańców.
Dobra Dąbia Nowa składają się z folwarków Dąbia Nowa i wsi Dąbia Nowa, Dąbia Stara i Edwardów – od Garwolina wiorst 35, Żelechowa wiorst 21, od Moszczanki wiorst 8, droga bita przechodzi przez terytorium, od Rossosza wiorst 7, od rzeki Wieprza wiorst 8.
Rozległość dominalna gruntów dóbr Dąbia wynosiła 1124 mórg w tym: grunta orne i ogrody mórg 697, łąk mórg 48, pastwisk mórg 78, wody mórg 19, lasu mórg 257, nieużytki i place stanowiły mórg 25. Budynków murowanych w folwarku 5, drewnianych 2, eksploatowano pokłady torfu. Wieś Dąbia Nowa osad 23, gruntu mórg 325; wieś Dąbia Stara osad 31, gruntu mórg 381; wieś Edwardów osad 6, gruntu mórg 122.